# Mycoplasma mobile
Mycoplasma mobile è una specie di batterio appartenente alla famiglia delle Mycoplasmataceae.